# Panca (Dolok)
Panca is een bestuurslaag in het regentschap Padang Lawas Utara van de provincie Noord-Sumatra, Indonesië. Panca telt 246 inwoners (volkstelling 2010).